# Kalorimeter (partikelfysik)
Kalorimeterns uppgift i högenergifysiken är att mäta energin för de partiklar som skapats i en kollision. Energin mäts genom en förstörande mätning, partikeln förstörs genom att den interagerar med detektormaterialet. Partiklar frigörs och kan jonisera det aktiva materialet och energin är då proportionell mot antalet joniserade partiklar.
Det finns två typer av kalorimetrar, homogena- och samplingskalorimetrar. För homogena kalorimetrar består hela detektorn av utläsningsmaterial. I en samplingskalorimeter består av en blandning mellan utläsningsmaterial och absorbatormaterial. Absorbatormaterialets uppgift är att fånga upp partiklar d.v.s partiklarna skall interagera med atomerna i absorbatormaterialet. Anledning att absorbatormaterial används är att de har en kortare interaktionslängd vilket gör att partiklarna avsätter mer energi på en kortare sträcka. Detta gör att detektorerna kan vara mer kompakta, och material med kortare interaktionslängd har också mindre partikelskurar.
Sedan görs även en uppdelning av elektromagnetiska kalorimetrar och hadronkalorimetrar. Elektromagnetiska kalorimetrar är inriktade att fånga upp elektroner och fotoner från den initiala kollisionen. Elektroner och fotoner utvecklas endast elektromagnetiskt d.v.s endast via bromsstrålning respektive parbildning. En hadronkalorimeter också tar upp inelastiska kollisioner då en hadron kolliderar med detektormaterialet och fler partiklar skapas. Samt som den elektromagnetiska delen i en hadronkalorimeter inte avsätts genom bromsstrålning utan av sönderfallet av π0 till två fotoner.